# 尼古拉斯·尼克贝
《尼古拉斯·尼克貝》（英語：Nicholas Nickleby，又譯《少爺返鄉》）是19世紀英國批判現實主義作家查理斯·狄更斯寫於1838—1839年的一部幽默小說和教育小說。它原本以連載的形式出版，為狄更斯第三本小說作品。
這本長篇小說主要講述尼古拉斯·尼克貝的生平和事蹟。尼克貝的父親去世後，他必須照顧他的母親和妹妹。故事的反派是他的叔叔拉爾夫，他認為尼克貝不夠出色。
喬治‧吉辛、G‧K‧卻爾斯頓等人都稱讚這本小說對人物性格幽默的描寫，但是亦有人因人物發展的不足而批評它。

## 寫作背景
《尼古拉斯·尼克貝》由狄更斯最喜歡的出版社出版，而且使用了《匹克威克外傳》成功的格式。《尼古拉斯·尼克貝》每月都會連載，隨後才以書籍的形式出版。寫作風格是插曲式、風趣的。狄更斯開始寫《尼古拉斯·尼克貝》的時候，還沒有完成《孤雛淚》。
狄更斯是對《孤雛淚》的興致稍弱時，才寫《尼古拉斯·尼克貝》的。救濟院、低下階層的犯人對《孤雛淚》的影響很大；同樣地，約克郡某些學校對《尼古拉斯·尼克貝》的影響亦很大。狄更斯在1838年探訪這些學校。這本書的出版也導致了其中一些這類型的學校倒閉。
《尼古拉斯·尼克貝》對查理斯·狄更斯的長遠發展也有重大的影響。它是狄更斯第一部浪漫主義小說。再者，這本書一出版就十分成功，令他更有名氣。

## 情節
尼克貝的父親死後，他找了叔叔拉爾夫去幫忙。拉爾夫為了「幫助」他，便讓他到士括爾斯（Wackford Squeers）的寄宿學校當助教。尼克貝對士括爾斯的教育方式十分厭惡，所以他釋放了被士括爾斯虐待多年的史麥克（Smike），然後就離開了。史麥克跟尼克貝一起到倫敦與諾格斯（Newman Noggs）一塊兒住。然後，他們又到了樸茨茅斯當演員。當尼克貝聽到拉爾夫虐待尼克貝的妹妹時，就回到倫敦，為切爾以布兄弟（Cheeryble）工作。隨後，他拯救了被拉爾夫傷害的白雷（Madeline Bray），並與她結婚。

## 主要題材
與狄更斯大部分的作品一樣，《尼古拉斯·尼克貝》的故事設於當代背景。情節大多是發生在倫敦，有些章節發生在樸茨茅斯，亦有些情節在約克郡和德文郡。
這份作品以諷諭的形式，諷刺社會上的不平。故事中有很多難忘的人物，例如尼克貝的叔叔拉爾夫，還有運作一間男子寄宿學校的士括爾斯。
在這本書的題材中，較主要的一個是當時的教育。狄更斯強烈的批評當時的教育制度。他認為英國教育制度容許一些運作得不好的寄宿學校去虐待儿童是十分嚴重的罪行。　
善心和同情是這本書的主要題材。確爾以布兄弟以善良的心、對別人的尊重和同情，使他們的生意成功，還幫助了尼克貝家族很多。諾格斯也扮演了守護天使的角色，因為他仁慈、正直。人物史密格跟尼可貝的友誼，更進一步表現了狄更斯對一些不幸的人的憐憫。
貪婪也是這部小說的重要題材。所有人物都為了自己的金錢利益而令其他人受苦。他們的錯失大多是由金錢的熱愛造成的。正於聖經所說：钱是万恶之源。
這本書的題材還包括性別歧視及青少年進入成年的階段。

## 寫作技巧
全書以第三人称去講述這個故事。有時候，人物的感情會直接寫出來，也有時候會透過一些小動作或面部表情去間接地表達人物的感情或想法。狄更斯在第八章形容被虐待的兒童時，運用了誇張、暗喻、頭韻、擬人等不同的修辭手法，去給讀者留下對那些兒童的形象。

## 出版
《尼古拉斯·尼克貝》原本共連載了十九個月，每份一先令，包括三十二頁文字和兩幅插圖。最後一次連載是兩集加起來，所以賣兩先令。以下是每一份的詳細資料：
- I：1838年3月（第1-4章）；
- II：1838年4月（第5-7章）；
- III：1838年5月（第8-10章）；
- IV：1838年6月（第11-14章）；
- V：1838年7月（第15-17章）；
- VI：1838年8月（第18-20章）；
- VII：1838年9月（第21-23章）；
- VIII：1838年10月（第24-26章）；
- IX：1838年11月（第27-29章）；
- X：1838年12月（第30-33章）；
- XI：1839年1月（第34-36章）；
- XII：1839年2月（第37-39章）；
- XIII：1839年3月（第40-42章）；
- XIV：1839年4月（第43-45章）；
- XV：1839年5月（第46-48章）；
- XVI：1839年6月（第49-51章）；
- XVII：1839年7月（第52-54章）；
- XVIII：1839年8月（第55-58章）；
- XIX-XX：1839年9月（第59-65章）。

## 外部連結
網上版本（英文原著）：

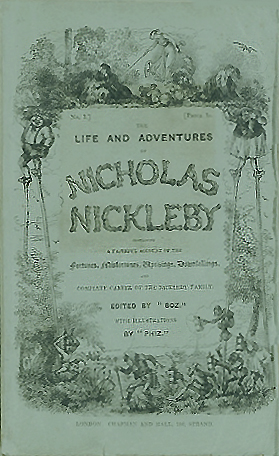
《尼古拉斯·尼克貝》第一版封面

- Nicholas Nickleby於互联网档案馆
- Nicholas Nickleby - 古腾堡计划
- Nicholas Nickleby - 可搜尋的HTML版本。
- Nicholas Nickleby - 易讀的HTML版本。

網上分析：
- Robert Giddings （页面存档备份，存于）　對於電影版本的評論
- Nicholas Nickleby對於這部小說的深入研究
- 喬治·吉辛, The Immortal Dickens, 1925.
- G·K·卻爾斯頓, Appreciations and Criticisms of the Works of Charles Dickens, 1911.

其他網上資源：
- Nicholas Nickleby Selected Bibliography 2006
- A Few Old Postcards of Characters from "Nicholas Nickleby"